# Gyöngyöspata

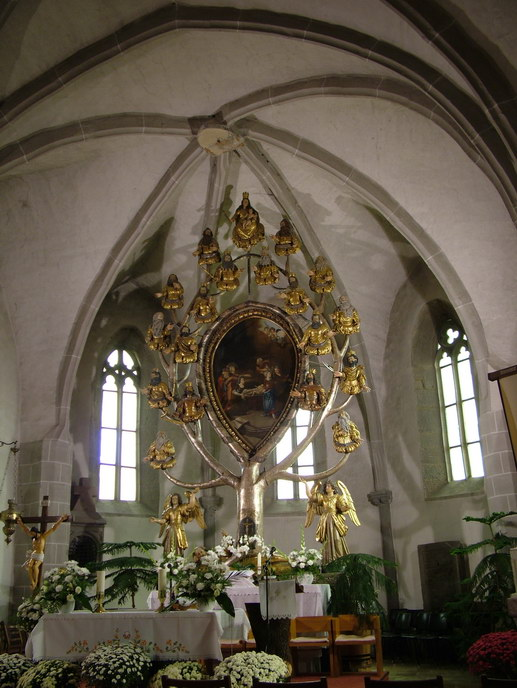
Altar de la iglesia

Gyöngyöspata es una ciudad del condado de Heves, Hungría, situada junto al arroyo Danka, bajo la cordillera de Mátra. Según las estimaciones de 2024, su población era de 2 253 habitantes. El pueblo se encuentra a 9,1 km de la línea ferroviaria Hatvan–Fiľakovo (n.º 81), a 10,5 km de la carretera principal 21 y a 19,7 km de la autopista M3. La estación de tren con transporte público más cercana es Szurdokpüspöki.

## Historia
El asentamiento está ubicado en una zona habitada desde el siglo VII. Según Anonymus, recibe su nombre del jefe Pata, quien es el antepasado del posterior rey Samuel y del clan Aba. Pata tenía un castillo construido con arcilla cocida en la colina sobre el asentamiento. Junto al castillo, se construyó la iglesia de San Pedro en 1010, que se convirtió en la sede del archidiácono. El asentamiento se menciona por primera vez en 1234 en una escritura que ha sobrevivido hasta nuestros días. En 1241, los tártaros destruyeron la iglesia. La iglesia de la Natividad de María construida en el centro actual del asentamiento alrededor de 1305. Hasta el siglo XIV, Gyöngyöspata fue el segundo asentamiento más poblado del condado de Heves, al que se le dio el estatus de ciudad de mercado. En la década de 1440, la zona quedó bajo el dominio de Jan Jiskra, quien confió la defensa del castillo a mercenarios husitas. El rey Matías I ocupó y destruyó el castillo el 8 de junio de 1460. El rey concedió a Gyöngyöspata una exención de impuestos; una copia de la carta de donación se conserva en la iglesia, junto con el cáliz hecho para conmemorar la victoria del rey. La iglesia fue reconstruida en estilo gótico en el siglo XV. Tras el dominio otomano, entre 1554 y 1685, la iglesia fue decorada con un altar barroco tallado de 8 m de altura, en el que se pueden ver a los descendientes de Jesé en estatuas pintadas y doradas sobre las ramas doradas de un árbol de plata. En el centro del árbol hay una imagen del altar del nacimiento de María. Patai Graduale, que contiene las notas del cantor de Pata, también se exhibe en la iglesia. En 1871, el asentamiento perdió su condición de ciudad comercial. Sin embargo, la vinicultura sigue siendo el motor de su economía. El recuerdo de la vestimenta tradicional se conserva en el museo folclórico de Palóc. El escritor József Patai (1882-1953) es un célebre nativo del pueblo. Gyöngyöspata obtuvo el estatus de ciudad el 15 de julio de 2013.

## Demografía
Según el censo de 2022, el 92,0% de la población era de etnia húngara, el 4,9% gitana, el 0,6% alemana, el 0,5% rumana y el 8,0% no quiso responder. La distribución religiosa fue la siguiente: el 47,1% eran católicos romanos, el 2,5% calvinistas, el 12,1% no confesional y el 36,0% no quiso responder. Los gitanos tienen un gobierno local de nacionalidad. Nueve personas viven en tres granjas.
Población por años: 
| Año       | 1870 | 1880 | 1890 | 1900 | 1910 | 1920 | 1930 | 1941 |
| --------- | ---- | ---- | ---- | ---- | ---- | ---- | ---- | ---- |
| Población | 2448 | 2260 | 2556 | 2663 | 2726 | 2875 | 3077 | 3359 |
| Año       | 1949 | 1960 | 1970 | 1980 | 1990 | 2001 | 2011 | 2022 |
| Población | 3452 | 3575 | 3401 | 3170 | 2814 | 2781 | 2674 | 2338 |

## Política
Alcaldes desde 1990 :
- 1990–2006: Károly Molnár (independiente) [8] [9] [10] [11]
- 2006–2010: József Molnár † (independiente) [12]
- 2010-2011: László Tábi (independiente) [13]
- 2011-2014: János Oszkár Juhász (Jobbik) [14]
- 2014–: Lászlóné Hevér (Fidesz – KDNP) [15] [16] [1]

En 2011, grupos paramilitares de extrema derecha invadieron el asentamiento y mantuvieron atemorizados a los gitanos que vivían allí durante meses. Según informaron, el aumento de la delincuencia les llevó a realizar tareas policiales de forma voluntaria. El hecho ocasionó la dimisión del alcalde. Después, la policía detuvo a varios extremistas. En los años siguientes, 63 estudiantes gitanos recibieron indemnizaciones debido a la segregación escolar revelada.